# Adolfo Lutz
Adolfo Lutz (Río de Janeiro, estado de Río de Janeiro, 18 de diciembre de 1855 - ibídem, 6 de octubre de 1940) fue un médico y científico brasileño, padre de la medicina tropical y de la zoomedicina en su país. Pionero en las investigaciones y enfermedades infecciosas.

## Trayectoria profesional
Estudió medicina en Suiza, graduándose en 1879 en la Universidad de Berna. Después de graduado, viaja por Europa donde se dedica a estudiar técnicas en medicina por varios centros médicos de varios países. Esta gira abarca las siguientes localidades: Londres (Reino Unido), donde estudia con Joseph Lister (1827-1921); en Leipzig Alemania); Viena (Austria); Praga (República Checa) y París (Francia), donde estudia con Louis Pasteur (1822-1895).
Retorna a Brasil en 1881 y trabajará durante seis años como médico general en Limeira (São Paulo). Deseando seguir en la investigación médica, viaja de nuevo a Hamburgo (Alemania), en donde una vez más trabajará con Paul Gerson Unna (1850- 1929), especializándose en dolencias infecciosas y en medicina tropical. Con el aumento de su fama fue invitado para asumir el cargo de director del Hospital de Kalihi en Hawái (Estados Unidos), donde realiza estudios sobre la lepra. Después de sus estudios en Hawái trabaja en California (Estados Unidos) para luego retornar a Brasil en 1892, atendiendo una invitación del gobernador de São Paulo para dirigir el Instituto de Bacteriología (el cual más tarde se llamará Instituto Adolfo Lutz en su honor). En la ciudad de Santos (São Paulo) sufre una severa epidemia de peste bubónica. Luego fue a trabajar con otros dos jóvenes médicos brasileños, Emilio Ribas y Vital Brazil. Lutz y Brazil se tornarán amigos, y Lutz le dará soporte a la pioneras investigaciones de Vital Brazil sobre antídotos para picadas de cobra, contribuyendo decisivamente a la creación del Instituto Butantan en São Paulo, totalmente dotado para esa línea de investigación.

### Aedes aegypti
Lutz fue el primer científico latinoamericano en estudiar y confirmar los mecanismos de transmisión de la fiebre amarilla por Aedes aegypti, una especie de mosquito el cual es un reservorio natural y vector de esa enfermedad. Lutz fue el responsable de la identificación de la blastomicosis sudamericana. Su dedicación a la salud pública hizo que luchase e investigara sobra varias epidemias de diversas regiones de Brasil, como el cólera, peste bubónica, fiebre tifoidea, malaria, anquilostomiasis, esquistosomiasis y leishmaniasis.
Otras de sus mayores realizaciones fueron sus investigaciones pioneras en entomología médica, así como sobre las propiedades terapéuticas de plantas brasileñas. Como zoólogo, describió varias especies de anfibios e insectos, como el Anopheles lutzii (una especie de mosquito).
En 1908 Adolfo Lutz se establecerá en la ciudad de Río de Janeiro, en donde trabajó por más de 32 años, hasta su muerte el 6 de octubre de 1940 en el Instituto Oswaldo Cruz.

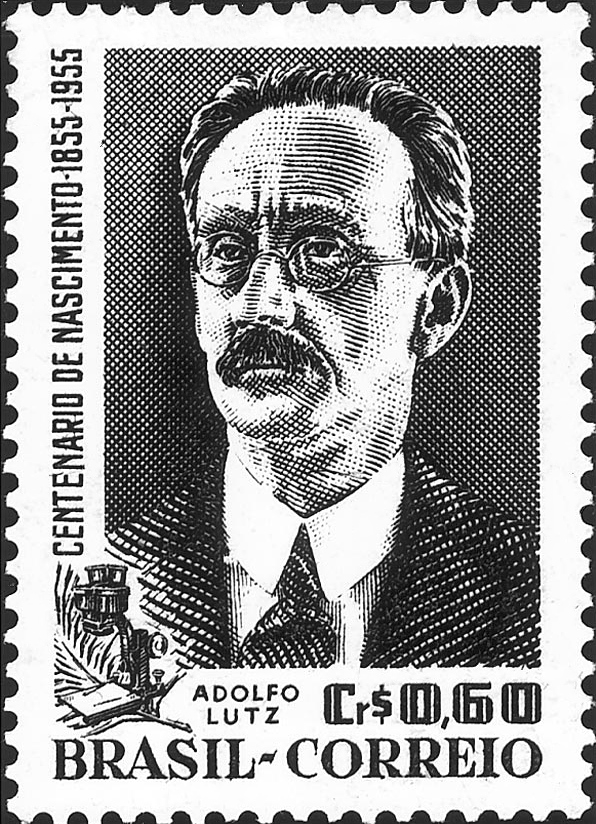
Estampilla conmemorativa en honor a Adolfo Lutz emitida en Brasil en 1955.

Su hija, Bertha Lutz, (1894-1976) fue una importante zoóloga, feminista y política brasileña.

## Lutz en Venezuela
Durante los años 1920, Adolfo Lutz viaja a Venezuela atendiendo una invitación realizada por el entonces presidente de la República General Juan Vicente Gómez. Durante su permanencia en Venezuela, Lutz realiza investigaciones de campo sobre parásitos helmintos humanos, así como de sus hospedadores y vectores moluscos e insectos, realiza también investigaciones sobre anfibios y escorpiones venezolanos. Los resultados de estos trabajos se publicaron en Río de Janeiro en 1928, con el título de Estudios de zoología y parasitología venezolana.